# Celebichneumon albifasciatus
Celebichneumon albifasciatus är en stekelart som beskrevs av Heinrich 1934. Celebichneumon albifasciatus ingår i släktet Celebichneumon och familjen brokparasitsteklar. Inga underarter finns listade.